# Rodnye
Rodnye (Родные) è un film del 2021 diretto da Il'ja Aksёnov.

## Trama
Desideroso di realizzare il suo sogno, un uomo si reca con la sua famiglia al noto festival canoro Grušinskij per esibirsi con la sua canzone. Lungo il tragitto la famiglia viene coinvolta in una serie di avventure.